# Ebersburg (Harz)
Die Ebersburg, ursprünglich Ebersberg genannt, ist die im Harz befindliche Ruine einer Höhenburg im thüringischen Landkreis Nordhausen. Sie liegt bei Sägemühle, einem Weiler der Gemeinde Harztor. Die Burg wurde im 12. Jahrhundert erbaut und gehört zu den Allzunah-Burgen.

## Geographische Lage

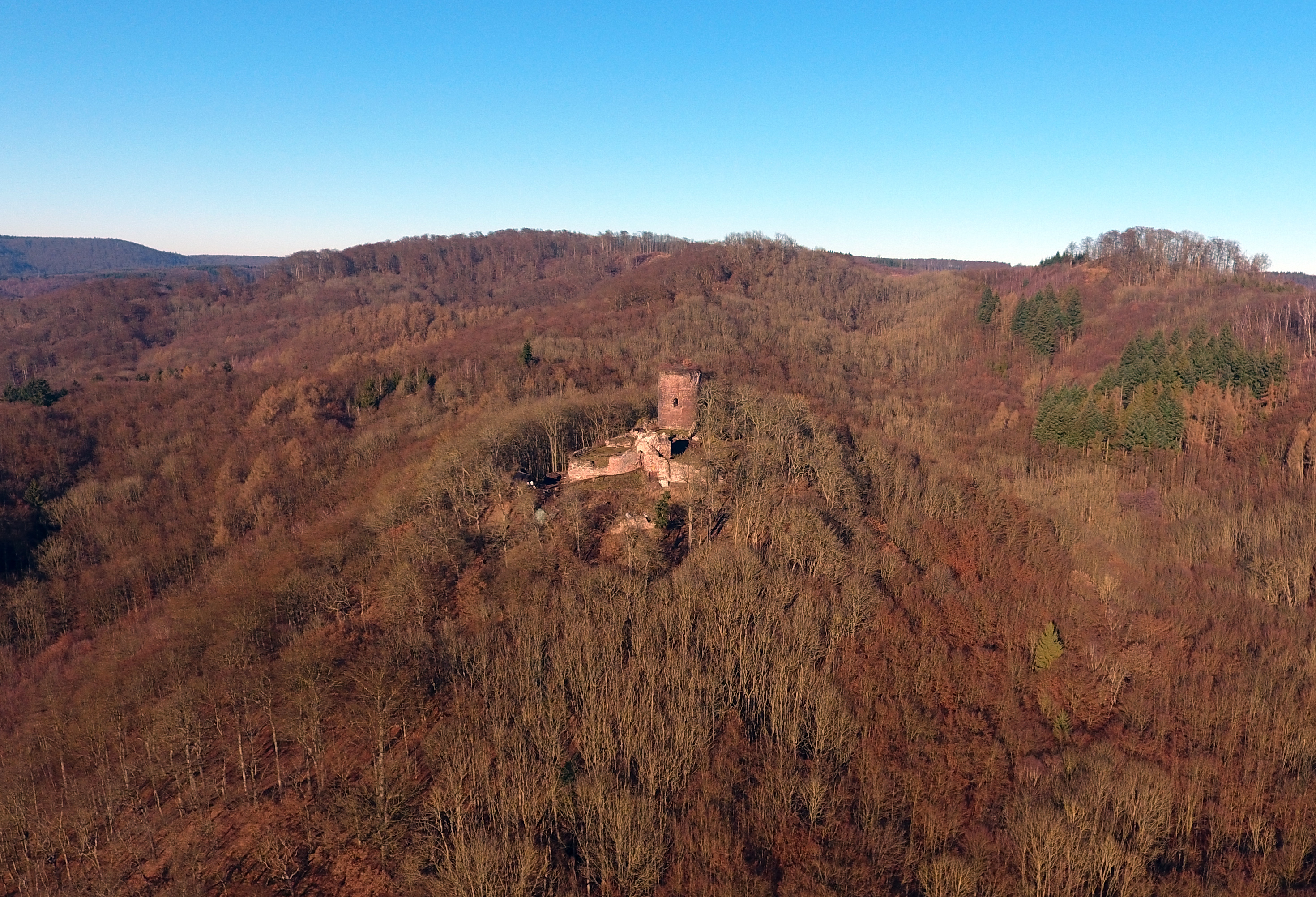
Luftaufnahme der Ebersburg (2016)

Die Ruine Ebersburg befindet sich im Südharz im Naturpark Südharz. Südwestlich vorbei am Burgberg (387,5 m ü. NHN) fließt der Thyra-Zufluss Krebsbach. Etwa 1000 m südlich liegt der Kernort der Gemeinde Herrmannsacker und 280 m südsüdöstlich dessen am Burgbergfuß gelegener Weiler Sägemühle  mit dem Kirchturmrest des verschwundenen Dorfs Vockenrode.

## Geschichte

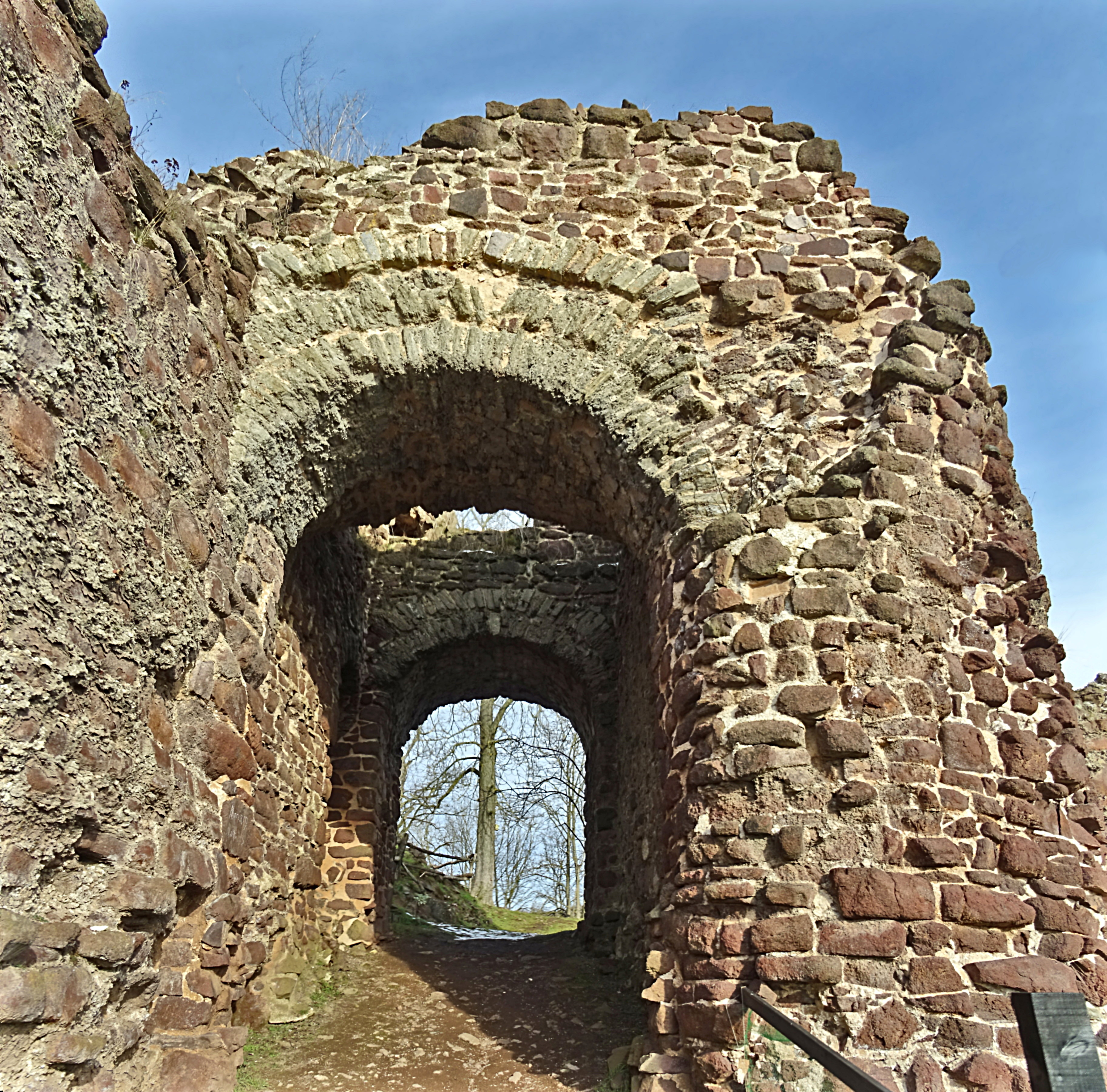
Toranlage der Kernburg (2025)

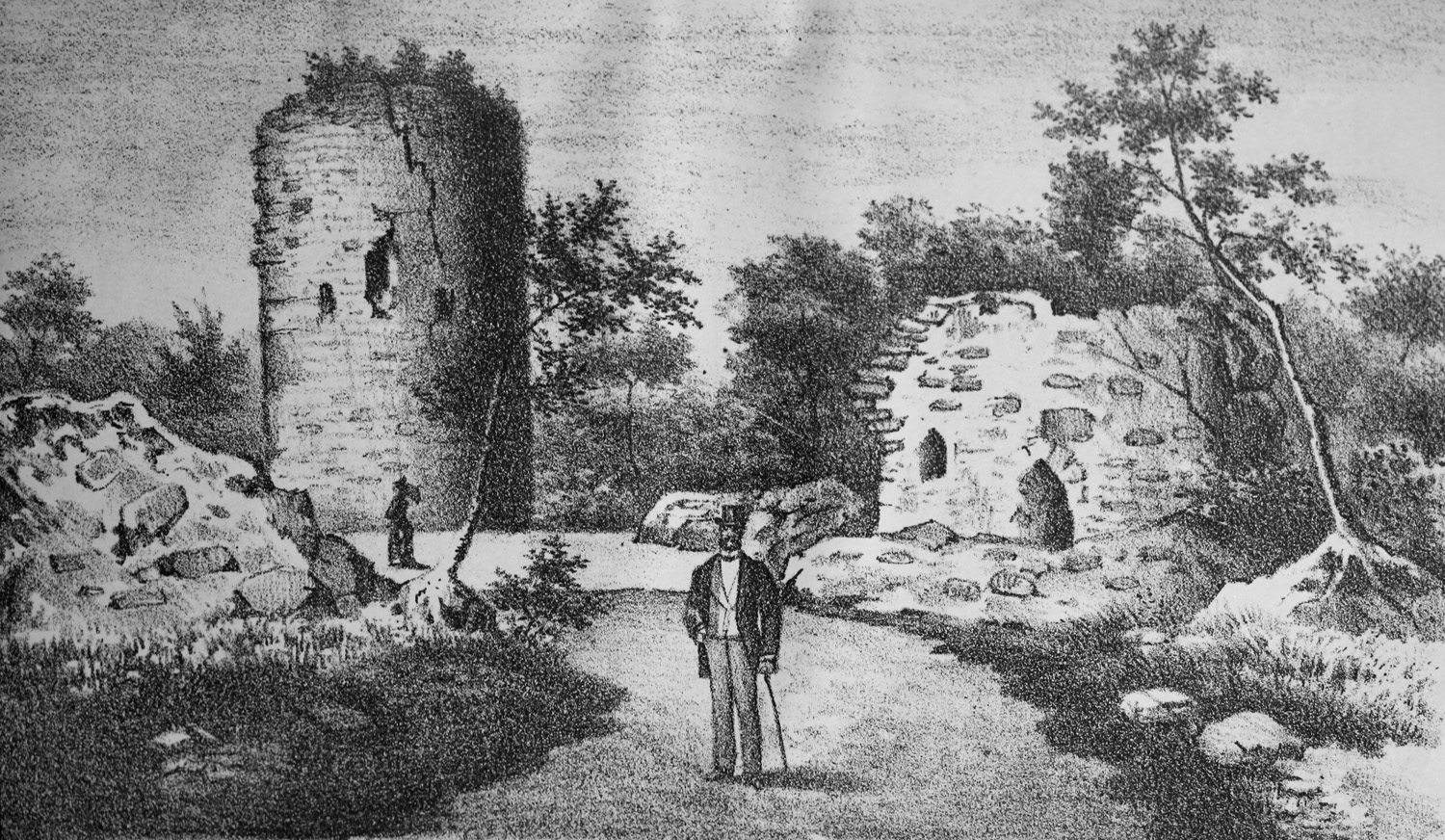
Zeichnung (1887)

In einer 1189 oder 1190 ausgestellten Urkunde bekannte Erzbischof Konrad von Mainz, dass er das verpfändet gewesene Schloss Ebersberg und dessen Einkünfte von seinem Verwandten, dem Pfalzgrafen von Sachsen, eingelöst und diesem zu Lehen gegeben habe. Die verbreitete Annahme, dass die Ebersburg im Rahmen der gegen Nordhausen geführten aktiven Erwerbspolitik des Pfalzgrafen und späteren Landgrafen Hermann I. von Thüringen um das Jahr 1182 aus- oder neugebaut wurde, kann damit nicht aufrechterhalten werden. Wahrscheinlicher ist die Vermutung, dass diese Burg ursprünglich zum Schutz des Mainzer Hofes Rottleberode in den einstmals königlichen Forst hineingebaut wurde und dort auch zur Bedrohung der Reichsstadt Nordhausen diente. Die Ebersburg und Burg Furra in Großfurra im Wippertal sind Befestigungen der Thüringer Landgrafen in Nordthüringen. Deshalb saß wohl auch der 1207 erwähnte Erbmarschall des Landgrafen als Ministeriale auf der Burg (von ihm leitete sich der Name der Marschälle von Ebersberg ab). Er wurde aber 1246 abgelöst. Mit dem Tode von Heinrich Raspe (Gegenkönig von 1246 bis 1247) starb das ältere Thüringer Landgrafenhaus 1247 aus. Die Herrschaft kam durch Erbschaft an die Wettiner.
1249 gelang es dem Grafen Siegfried von Anhalt, der die Burg als Heiratsgut seiner Frau  Katharina Birgersdottir von Schweden (1245–1289) beanspruchte, die Burg nach einer Fehde in seinen Besitz zu bringen. Nach weiteren Kämpfen wieder im Besitz der Wettiner, kam die Burg 1326 als Lehen an die Grafen zu Stolberg.
Bereits im 16. Jahrhundert begann der Verfall der Burg.
Die Burgruine wird seit 2006 vom Verein für lebendiges Mittelalter e. V. instand gesetzt.

## Anlage
Von der mittelalterlichen Anlage sind heute insbesondere noch die Ruinen der Toranlage der Kernburg sowie der 19 m hohe Bergfried mit einer Mauerstärke von bis zu 4,5 m vorhanden.

## Aussichtsmöglichkeit und Wandern
Von der Ebersburg fällt der Blick unter anderem hinab nach Herrmannsacker und hinüber zum Kyffhäuser mit dem Kyffhäuserdenkmal. Die Ruine ist als Nr. 100 in das System der Stempelstellen der Harzer Wandernadel einbezogen.